# Dziurawa Turnia (Rzędkowice)

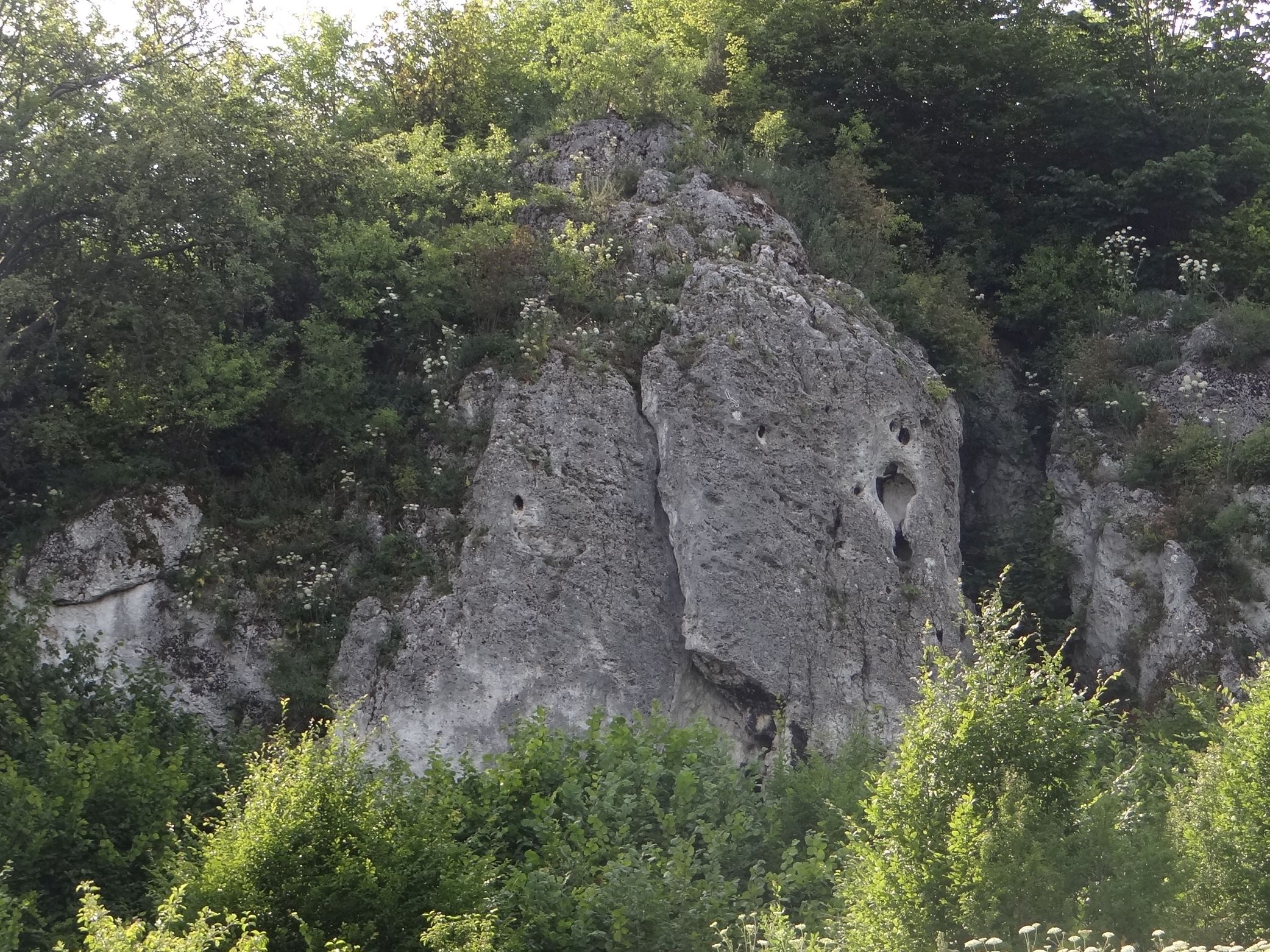
Dziurawa Turnia od wschodu

Dziurawa Turnia – skała na Wyżynie Częstochowskiej w miejscowości Rzędkowice, w województwie śląskim, w powiecie zawierciańskim, w gminie Włodowice. Należy do tzw. Skał Rzędkowickich. Przez wspinaczy skalnych zaliczana jest do Sektora Turni Kursantów i jest najdalej wysunięta na północ w tej grupie skał.
Znajduje się na terenie zarastającym drzewami i krzewami. Występują w niej takie formacje skalne jak: rysa, komin i nyża. Ściany wspinaczkowe połogie, pionowe, o wystawie północno-wschodniej.

## Drogi wspinaczkowe
Jest na niej 11 dróg wspinaczkowych o stopniu trudności od IV do VI.3 w skali Kurtyki. Niemal wszystkie mają zamontowane stałe punkty asekuracyjne: ringi (r), stanowisko zjazdowe (st).

1. Uchu-chu; 4r + st, V 10 m
2. Ramaya; 4r + st, VI-, 10 m
3. Spadek transaminazy; 4r + st, 10 m
4. Kadra pije z wiadra; 4r + st, V+, 10 m
5. Dulfer; V, 10 m
6. Panzer General; 4r + st, VI.1, 10 m
7. Lewatywa lewaka; 4r + st, VI.3, 10 m
8. Blok maksymalny; 3r + st, IV+, 10 m
9. Pęknięcie Zyzaka; st, IV+, 9 m
10. Przez komin; IV, 10 m
11. Melanż ostateczny; 4r + st, V+, 9 m[2].